# Hallenhuisboerderij

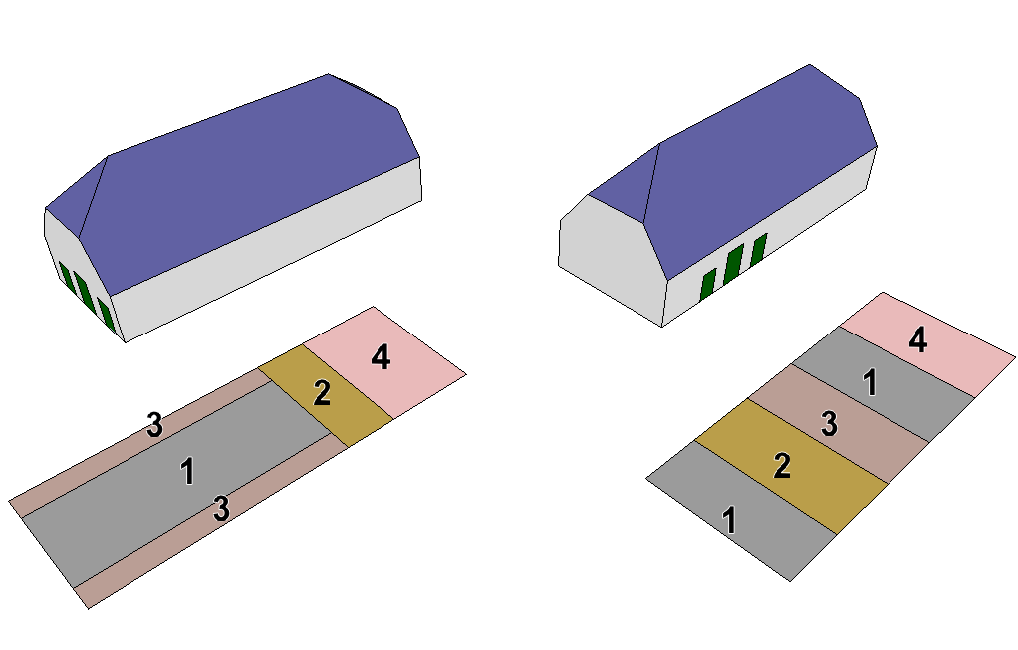
Links een Langsdeeltype, rechts een Langgevelboerderij met hun kenmerkende indeling:
deel (1), tas (2), stallen (3) en het woondeel (4)

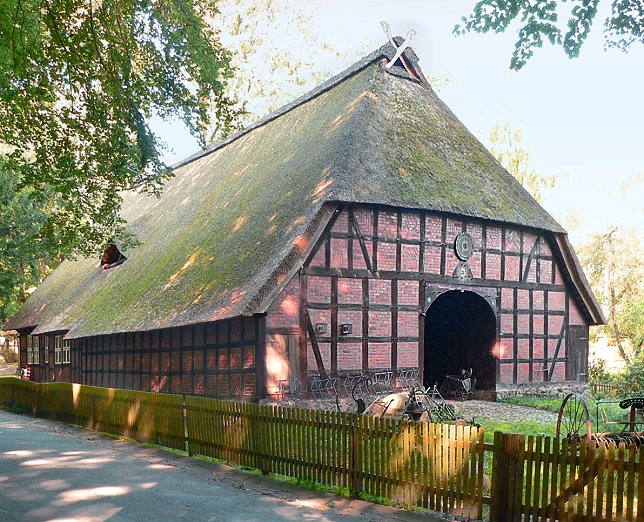
Boerderij van het Hallenhuistype in Duitsland

Een hallenhuisboerderij is een verzameling van boerderijtypen dat voorkomt in Oost- en Midden-Nederland, Noord-Duitsland en delen van Frankrijk. Naar deze boerderijtypes wordt ook verwezen met de term van het Nederduitse hallenhuis (vroeger: hallehuis) of de hallenhuisgroep.  Dit type komt voor in bijna geheel Nederland en in grote delen van Noord-Duitsland, met name in de provincies Drenthe, Overijssel, Gelderland, Utrecht, Zuid-Holland, Noord-Brabant en Limburg. De hallenhuisgroep vormt daarmee de belangrijkste groep historische boerderijen in Nederland. In het Engels spreekt men doorgaans over het Low German house, de technische term is aisled hall house; in Duitsland overweegt de term Niedersachsenhaus of niederdeutsches Hallenhaus.

## Beschrijving
Van oorsprong is het een langgestrekt, driebeukig gebouw met de deel in het midden en de stallen aan weerszijden. Typisch voor het hallenhuis is het ankerbalkgebint. De boerderijen waren ooit allemaal met stro of riet gedekt en hadden lemen vakwerkwanden. Verstening van de muren en opkomst van de dakpan is een ontwikkeling van de laatste paar eeuwen, toen de welvaart op het platteland steeg.
In het voorste gedeelte bevindt zich doorgaans het woongedeelte, daarachter is dan de deel met de stallen, die van het voorhuis wordt afgescheiden door een brandmuur.  Boven de deel is de hooiopslag, die bij kleinere boerderijen vaak op slieten ligt en door het hooiluik naar binnen wordt gebracht. Het hooi kan van boven de deel makkelijk in de stallen aan weerszijden van de deel worden gelegd. De stal was soms van het type potstal, soms was er een stal met een  grup waar de koeien naast elkaar stonden met de kop naar de deel.
De boerderijenonderzoeker Rob Hekker maakte in 1957 een onderscheid tussen boerderijtypes voor gemengd bedrijf (middenlangsdeel-, staldeel- en dwarsdeelboerderij) en types voor de veeteelt (voerdeel, grondtas en voergang). Dit onderscheid is enigszins gekunsteld en sluit bovendien de Brabantse langgevelboerderij uit, die zich uit het hallenhuis ontwikkeld heeft. Hekker rekende dat laatste type tot de zuidelijke of dwarshuisgroep.
In het hallenhuis werd de oogst oorspronkelijk op de zolderbalken bewaard. De meest gebruikte gebintconstructie was sinds de vijftiende of zestiende eeuw het ankerbalkgebint. Daarbij werden de uiteinden van de zolderbalken iets verlaagd tussen de standers aangebracht. Hun uiteinden staken door de stijlen en werden met houten wiggen verankerd. Daardoor werd de zolderruimte groter en kon men - door de afstand tussen de stijlen te vergroten - spaarzamer met het beschikbare bouwmateriaal omgaan. Hier en daar komen ook kopbalk- en tussenbalkgebinten (de voorlopers van de ankerbalk) voor.
De boerderijen van de Nederlandse hallenhuisgroep wijken op dit punt sterk af van hun Duitse tegenhangers, die (met uitzondering van het Duits-Nederlandse grensgebied grotendeels) met langsgebinten werden gebouwd. Deze bouwwijze is ook in Oost-Nederland in zwang geweest, maar werd in vanaf de vijftiende eeuw verdrongen door het gebruik van ankerbalken.
Het vee kreeg oorspronkelijk een plek in de buitenstijlruimte, met de koppen naar de deel. De meeste boerderijen van het hallenhuistype kenmerkten zich ook later door een veestalling, die afweek van datgene wat bij de Noordelijke huisgroep gebruikelijk was. Meestal stonden de koeien met hun achterkant naar de buitenmuur, zodat hier ook de mestgroep te vinden was.
In de vroegmoderne tijd was er een sterke wisselwerking tussen boerderijen van de hallenhuisgroep en de grote schuren van de Zeeuwse en Vlaamse schuurgroep en de Noordelijke huisgroep. Dit gebeurde niet alleen door de overname van ankerbalken, maar ook door de invoering van grote tasvakken tussen de stijlen van het gebint. Soms werd ook de veeopstelling aangepast. Bij de invoering van de dwarsdeel was eveneens sprake van wisselwerking met de Zeeuwse schuur en boerderijen van de dwarshuisgroep.
Ook de boerderijen van de dwarshuisgroep in Limburg hebben zich uit het hallenhuis ontwikkeld, dat hier vaak wordt gecombineerd met een Vlaamse schuur.

## Subtypes
De volgende typen hallenhuis kunnen worden onderscheiden.

### Boerderijen met middenlangsdeel
Dit type komt met name voor in de provincies Overijssel, Gelderland, Utrecht en Zuid-Holland, verder in Zuidoost-Friesland, Oost-Brabant en Noord-Limburg. De grote deuren waardoor de oogst vroeger werd binnengereden, bevinden zich in de achtergevel van de boerderij. De oudere hallenhuisboerderijen uit Noordoost-Brabant worden ook wel kortgevelboerderij genoemd. De oudste boerderijen uit Stellingwerf hadden soms een aangebouwde Friese schuur. Hekker rekent beide tot het 'staldeeltype'. De veeteeltbedrijven van het Kampereiland en de Lopikerwaard rekent hij daarentegen tot het 'voerdeeltype', die uit de Zuid-Holland tot het 'voergangtype'.

#### Krukhuis-en T-boerderij
In welvarende gebieden rond de grote rivieren, heeft men het woongedeelte vaak zijwaarts uitgebouwd. Wanneer dit naar één kant is gebeurd, spreken we van een krukhuisboerderij; wanneer dit aan twee kanten is gedaan, spreken we van een T-boerderij.

#### Los hoes
Een voorloper van de boerderij met middenlangsdeel is het los hoes, waarvan het interieur nog grotendeels een ongedeelde leefruimte vormt, met in het midden een stookplaats, waarvan rook en warmte zich vrijelijk door de ruimte konden bewegen. Het type kwam rond 1900 vooral in de Achterhoek en Twente voor; elders was het al eerder verdwenen. Ten gevolge van het moderniseringsproces zijn deze boerderijen meest verdwenen.

#### Voergangtype
De traditionele veeteeltbedrijven ten zuiden van Amsterdam, in westelijk Zuid-Holland en het Duinengebied waren smal en hadden hadden weinig inpandige bergruimte; ook de grote toegangsdeuren ontbraken. Ze leken in dat opzicht sterk op het Friese langhuis ten noorden van het IJ. Een hooiberg of kapberg achter de boerderij diende als hooi- en oogstberging niet boven de deel maar achter de boerderij onder een kapberg, die via de voergang achter de koeien toegankelijk was.

### Boerderijen met dwarsdeel
De boerderijen met een dwarsdeel hadden gewoonlijk toegangsdeuren in de zijkant. Het waren vooral boerderijen met gemengd bedrijf. Dankzij het dwarsdeel kon men de ruimte beter benutten en een deel van de oogst op de bodem opstapelen. Dit betreft onder andere boerderijen uit:
- Drenthe en Noordwest-Overijssel
- Stellingwerf en Staphorst
- Het Gooi
- Land van Maas en Waal en de Langstraat

#### Grondtastype
De boerderijen in Giethoorn, Alblasserwaard en de Vijfherenlanden waren zo ingericht dat men, net als bij de stolp, de oogst centraal in het gebouw opstapelde op de grond. Hierdoor ontstonden grote tasvakken, die – afgezien van de dwarsdeel – nauwelijks afweken van de Friese schuren van de Noordelijke huisgroep dan wel de Vlaamse schuur.

#### Het Overmase type van de Zuid-Hollandse Eilanden
Op de Zuid-Hollandse Eilanden (oftewel het Overmase) verrezen vanaf het einde van de middeleeuwen grote boerenschuren, die nauwelijks voor de schuren in Zeeland en Friesland onderdeden. Ze ontwikkelden zich uit het hallenhuis, dat mede onder invloed de Zeeuwse schuur, zo werd ingericht dat men meer graan kon bergen. Vanaf de zeventiende eeuw werden deze boerderijen onder invloed van het Vlaamse schuurtype dikwijls van een zijlangse deel of doorritvoorzien. De schuur bleef wel aan de woning vastzitten, zodat de gebouwen ook uiterlijk op hun noordelijke tegenhangers gingen lijken. Zuid-Hollandse landverhuizers hebben vermoedelijk elementen van deze bouwwijze (met name de veestalling) overgebracht naar de Bildtse boerderij.

### Langgevelboerderij
De langgevelboerderij kwam voor in bijna de gehele Belgische en Nederlandse Kempen en in het noorden van Nederlands Limburg. Deze boerderijen ontwikkelden zich uit het middenlangstype. Terwijl men de zijbeuken wegliet en de deuren naar de zijgevel verplaatste, koos men tevens voor een dwarse indeling. Een variant is de hoekgevelboerderij.

## Regionale variaties

### Achterhoek

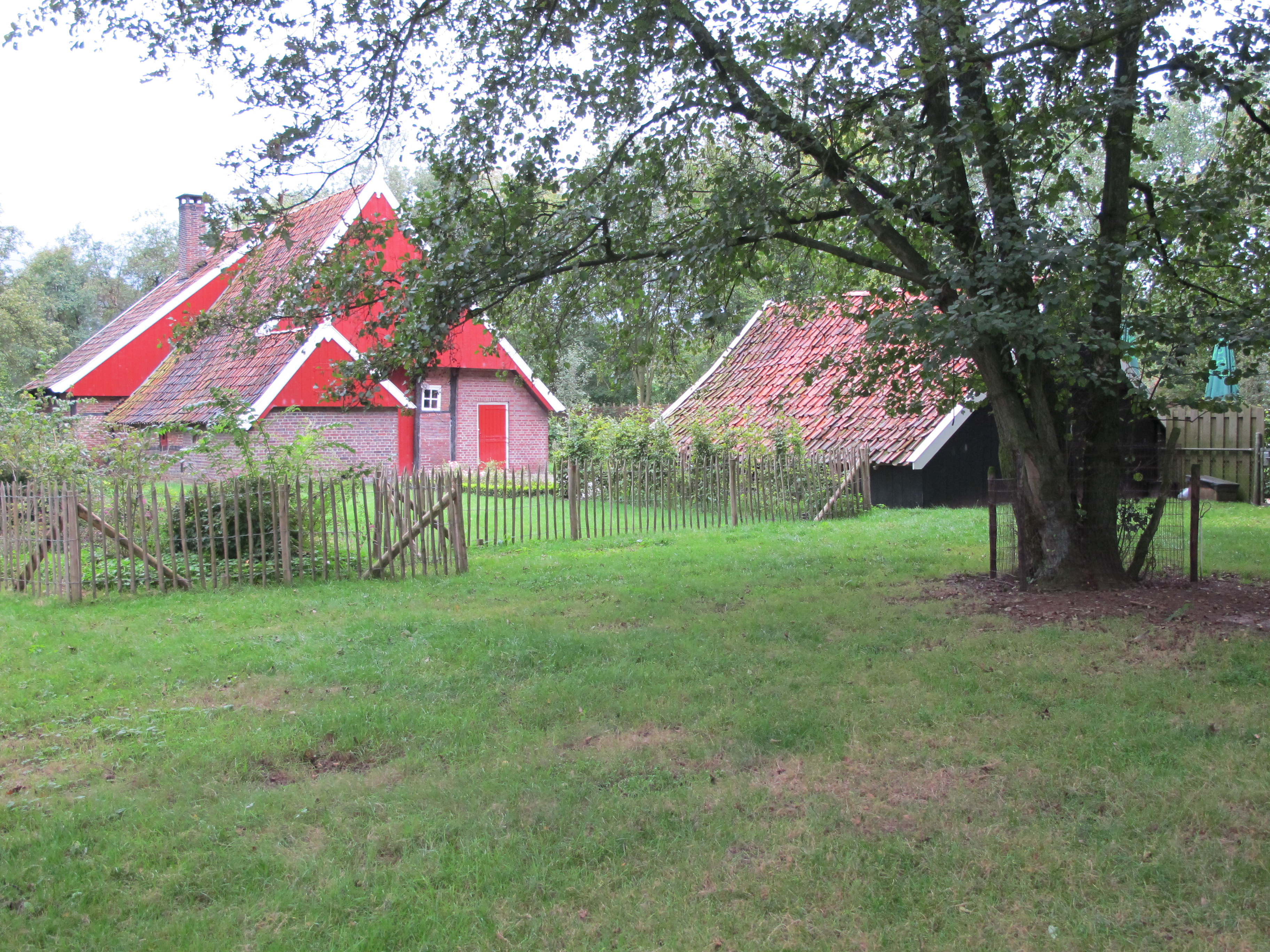
Kenmerkende rode gevels in de oostelijke Achterhoek.

In het meest oostelijke deel van de Achterhoek  (omgeving van Aalten, Lichtenvoorde, Groenlo en Winterswijk) langs de Duitse grens zijn de rood gekleurde topgevels kenmerkend. De kleur ontstaat door het gebruik van een mengsel van ijzeroer en biest.

### Noord-Brabant
In Noord-Brabant vindt men langs de rivier de Maas nog boerderijen van het hallenhuistype met een bijna vierkant qua vorm. Niet al deze boerderijen hadden een brandmuur tussen woon- en stalgedeelte. Er bestaat nog discussie tussen de verschillende bouwhistorici of dit nu wel of niet thuishoort in dit type boerderij.
Uit het hallenhuis ontwikkelde zich de langgevelboerderij, die voornamelijk in Noord-Brabant en de aangrenzende delen van Limburg en België voorkomt. 

### Stellingwerf
Ook in de Stellingwerven (in het oosten van Friesland) komt een hallenhuistype - de Stellingwerfse boerderij - voor. In deze zanderige streek was de behoefte aan mest groter dan in de rest van Friesland, waardoor de potstal het er langer heeft volgehouden.

### Staphorst
De Staphorstse boerderij is hallenhuistype dat rond het Overijsselse Staphorst voorkomt, wordt door zijn langgerekte vorm weleens - onterecht - ingedeeld bij het langgeveltype.

## Saksische en Frankische boerderijen

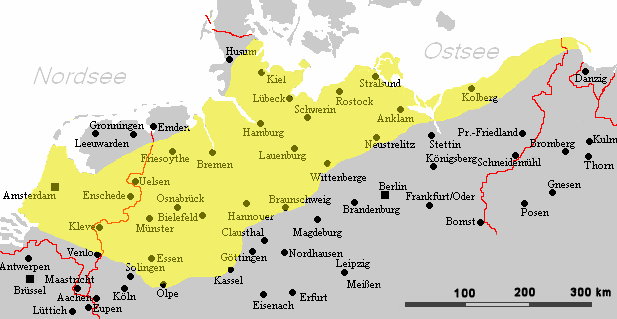
de verspreiding van hallenhuizen

De benaming Saksische boerderij werd gegeven omdat men een verband veronderstelde tussen de volksstam der Saksen en de ontwikkeling van het boerderijtype. Onderzoek toonde echter aan dat dit niet klopt en dat er tussen de ontwikkeling van de boerderij (in de late middeleeuwen en vroegmoderne tijd) en het bestaan van de Saksen (in de vroege middeleeuwen en eerder) vele honderden jaren verschil zaten. Ook de ontwikkeling van de Frankische boerderij werd op een dergelijke manier niet beïnvloed door de volksstam der Franken. Het idee dat dat wel zo was, komt voort uit het volstrekt toevallige feit dat de verspreiding van beide boerderijtypen gedeeltelijk overeenkomt met de vroegmiddeleeuwse verspreiding van beide bevolkingsgroepen. De benamingen Saksische boerderij en Frankische boerderij zijn dus feitelijk onjuist.

## Monumentale hallenhuisboerderijen
- Hallenhuisboerderij (Veenhof 3), te Veenhof (Drenthe)
- De Meesterkok te Ratum (Gelderland)